# Альбатрос (Жюль Верн)

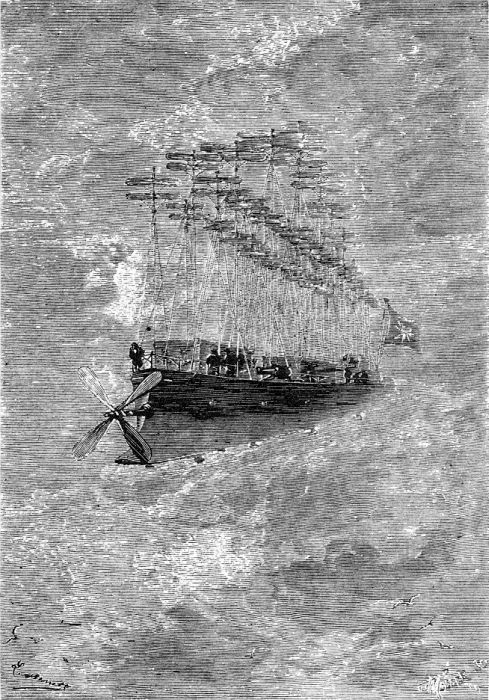
«Альбатрос» в полёте (художник Леон Беннэт)

«Альбатрос» — фантастический летательный аппарат из романа Жюля Верна «Робур-Завоеватель». «Альбатрос» описывается как летающий корабль, который движется при помощи винтов. Робур-Завоеватель совершает кругосветное путешествие на «Альбатросе», пролетает над тремя континентами и над Южным полюсом. Жюль Верн был сторонником авиации и поддержал её идею в романе. Кроме того, описав «Альбатрос», Верн предсказал изобретение вертолёта.

## История
Жюль Верн был активным сторонником общества сторонников «аппаратов тяжелее воздуха», созданного Надаром в Париже в 1865 году. Написав роман, он стремился показать, что будущее принадлежит летательным аппаратам «тяжелее воздуха». «Альбатрос» являлся геликоптером, который использовал электроэнергию как источник энергии. Аппарат приводили в движение вертикально и горизонтально установленные многочисленные винты. «Альбатрос» вдохновил Хуана де ля Сиерва на постройку первого автожира.